# باشگاه فوتبال اتلتیکو هوراکان
باشگاه فوتبال اتلتیکو هوراکان (به اسپانیایی: Club Atlético Huracán) یک باشگاه فوتبال در شهر بوئنوس آیرس کشور آرژانتین می‌باشد که در لیگ برتر فوتبال آرژانتین بازی می‌کند.
این باشگاه در تاریخ ۱۱ نوامبر ۱۹۰۸ تأسیس شده‌است.